# Thomas Midgley
Thomas Midgley Junior (Beaver Falls, 18 de maio de 1889 — Worthington, Ohio, 2 de novembro de 1944) foi um engenheiro mecânico e químico americano.
Midgely foi uma figura chave em uma equipe de químicos, liderados por Charles Kettering, que desenvolveu o tetraetilchumbo (TEL) aditivo à gasolina, bem como alguns dos clorofluorocarbonos (CFCs). Ao longo de sua carreira,foi concedida a Midgely  mais de uma centena de patentes. Apesar de elogiado por suas contribuições científicas durante sua vida, os impactos ambientais negativos de algumas das inovações Midgley mancharam seu legado a ponto de ser conhecido, na cultura popular, como  "O Homem que matou 1 bilhão de pessoas".
Midgley morreu três décadas antes dos efeitos do CFC na camada de ozônio e na atmosfera se tornarem amplamente conhecidos. Outro efeito negativo do trabalho Midgely foi a liberação de grandes quantidades de chumbo na atmosfera, como resultado da combustão em larga escala de gasolina com chumbo em todo o mundo. Altos níveis de chumbo na atmosfera tem sido associada com sérios problemas de saúde, uma vez que o chumbo se acumula no corpo humano (estima-se que um estadunidense tenha em seu sangue hoje 625 vezes mais chumbo do que uma pessoa que tenha vivido antes de 1923 - data do início da adição de chumbo à gasolina). 
J.R McNeill, um historiador do ambiente, observou que Midgley "teve mais impacto na atmosfera do que qualquer outro organismo na história da Terra".

## Biografia
Thomas Midgley Jr. nasceu em Beaver Falls, Pensilvânia em 18 de maio de 1889. Filho de Thomas Midgley Sr. e Hattie Louise. Sua família tinha histórico de inventores, seu pai, Thomas Midley Sr., foi inventor no setor de pneu automotivo, e seu avô materno, James Emerson, foi inventor da serra com dentes inseridos. Com 4 anos se mudou para a cidade de Trenton, Nova Jersey e dois anos depois se mudou para Colombus, uma cidade que estava em construção em Ohio onde foi criado e começou sua vida profissional.
Midgley estudou em uma escola pública; tinha propensão em encontrar aplicações úteis com substâncias conhecidas, durante o ensino médio gostava de jogar nos times de baseball e futebol americano, no time de baseball midgley usou a casca escorregadia de olmo na bola para a bola fazer mais curva ao arremessar. Era um aluno criativo na sala de aula, criava e utilizava outros métodos diferentes para resolver os exercícios das lições. Foi pelo seu professor de química que Midgley se interessou pela tabela periódica, durante suas pesquisas de química andava com uma cópia da tabela para todo lugar que ele ia. Se formou engenheiro mecânico pela Universidade Cornell em 1911 e começou a trabalhar na Dayton Engineering Laboratories Company (DELCO), posteriormente comprada pela General Motors, onde Midgley começou a trabalhar com automóveis, desenvolvimento e pesquisa de novas substâncias.
Mesmo sem uma formação em química, sua carreira foi muito reconhecida e repleta de sucesso, cheia de premiações com as suas dezenas de patentes, dentro delas estão a Medalha Perkin, entregue pela Sociedade da Química Industrial dos EUA, a Medalha Priestley, pela American Chemical Society, Medalha Willard Gibbs, e a Medalha William H. Nichols. Outros de seus trabalhos foram a hidrogenação do benzeno, estudos sobre borrachas naturais e sintéticas, e a extração de bromo da água do mar. Midgley se consagrou como um dos grandes nomes da química industrial em seu tempo, chegando a participar da diretoria da American Chemical Society.
Em 3 de agosto de 1911, Midgley se casou com Carrie M. Reynolds, tiveram dois filhos, Jane Midgley Lewis e Thomas Midgley III. Thomas contraiu poliomielite perdendo a movimentação das pernas, e durante a sua recuperação desenvolveu um sistema de cordas e polias para ajudar a se movimentar. Porém, no mesmo ano em que ele passou a ocupar a presidência da American Chemical Society, inesperadamente Thomas foi encontrado pela sua esposa morto, sendo vítima da sua própria invenção, o químico acidentalmente se estrangulou nas cordas e veio a falecer com 55 anos.

## O desenvolvimento do tetraetilchumbo
Com a expansão do mercado automobilístico nos Estados Unidos (influenciada pelo Fordismo, um modelo de produção industrial automatizado e feito “em massa”), as empresas passaram a procurar novas estratégias que fizessem o consumidor trocar seu automóvel por um novo. Uma dessas estratégias é oferecer carros mais potentes e velozes.
No entanto, um problema presente no início do século XX é de que os motores dos carros operavam com baixas taxas de compressão, que limitava sua potência, diminuindo a “batida de pino” (combustão anormal do combustível) e consumindo mais gasolina. Assim, o objetivo a ser alcançado passou a ser aumentar a potência do motor, sem causar a “batida de pino”.
Thomas Midgley Jr. passou a investigar o problema da “batida de pino”, percebendo que essa combustão anormal ocorria após a produção da faísca e início da combustão no cilindro. Além disso, percebeu que este problema devia ser tratado a partir da composição do combustível. Com isso, a busca por um aditivo antidetonante para a gasolina, que não fosse prejudicial ao motor e barato para o seu comércio, passou a ser um novo objetivo a ser alcançado.
Em sua busca por um novo aditivo antidetonante, Midgley testou diversas substâncias (seu número é controverso, os relatos variam de 144 até 33 mil substâncias). É importante ressaltar que Midgley passou anos realizando experimentos, muitos até realizados por “tentativa e erro”, tendo sua pesquisa interrompida durante a Primeira Guerra Mundial e retomada após ela.
Durante a Primeira Guerra Mundial, Midgley observou que o etanol era um antidetonante. Porém, não seria possível utilizá-lo em larga escala pela indústria automobilística nos Estados Unidos, visto que não tinham conhecimento de como produzi-lo a partir do petróleo, sendo necessário depender de outro setor produtivo que eles não tinham controle, o setor agrícola.
Em suas pesquisas, Midgley passou a se orientar pelas propriedades dos elementos, utilizando a tabela periódica de modo a prever a composição dos antidetonantes que seriam testados. Assim, foram testados compostos dos elementos do grupo do carbono e do grupo do nitrogênio, em que dentre eles, o tetraetilchumbo apresentou resultados mais satisfatórios.
Midgley e seu grupo de pesquisa eram financiados pela empresa fabricante de veículos General Motors, que também garantia lucros no comércio desse novo antidetonante. Em 1924, a General Motors juntou-se a indústria petrolífera Standard Oil para a produção e comercialização do tetraetilchumbo, surgindo dessa união a Ethyl Corporation.

Com pouco tempo no mercado, foram observados casos de intoxicação e morte em trabalhadores que atuavam na linha de produção do tetraetilchumbo. A produção do antidetonante foi interrompida entre os anos 1925 e 1926. No entanto, a Ethyl Corporation financiou uma equipe multidisciplinar para analisar os riscos do tetraetilchumbo, obtendo resultados que indicavam que o chumbo disperso pelos gases de escape dos automóveis não eram prejudiciais à saúde pública. 